# Моратува
Морату́ва — місто на південно-західному узбережжі Шрі-Ланки, утворює південну частину агломерації Великого Коломбо й розташоване у 18 км на південь від центру міста Коломбо. 168 280 мешканців (2012). Торговельно-транспортний центр. Різні ремесла. Моратува — третій за розміром населений пункт острова. Розкинувшись на узбережжі Лаккадівського моря, Моратува на півночі межує з містом Дахівана-Маунт-Лавінія. На південному сході місто обмежує озеро Болгода, а на півдні — річка Морату.
Найбільшу популярність Моратува отримала завдяки місцевому університету — одному з найбільших технологічних вузів Південної Азії. Також в місті розташований стадіон по крикету (найпопулярнішого виду спорту в Шрі-Ланці) «Де Соусу», де проводить поєдинки національна збірна. Із пам'яток Моратува можна відзначити мирне сусідство священних місць різних релігій світу - буддійські храми і християнські церкви, у достатку розташовані на території міста і в його околицях. Місцева влада приділяє велику увагу освіті: на території цього невеликого містечка є коледжі й університет. Промисловість представлена ловлею і переробкою риби, виробництвом трансформаторів, акумуляторів, виробів з гуми, але найбільш відома виготовленням меблів та інших виробів з дерева.

## географія та клімат
Місто розташоване на південному заході країни, на березі Індійського океану. Клімат екваторіальний.

## Транспорт
Для пересування по місту, крім автобусів, використовуються тук-туки.
Через Моратуву уздовж узбережжя проходить залізнична гілка Коломбо — Матара.

## Розваги
Озеро Болгода є найбільшим природним озером Шрі-Ланки та є популярним місцем відпочинку, купання, риболовлі та катання на човнах.
Місто пропонує оцінити місцеву кухню в ресторанах і готелях Моратуви, зайнятися серфінгом, дайвінгом, катанням на яхтах і придбанням сувенірів, спецій і цейлонського чаю.

## Освіта
Університет Моратуви — провідний технологічний університет в Південній Азії, який знаходиться на березі озера Болгода.